# Сяоми
„Сяоми Корпорейшън“ (на традиционен китайски: 小米集團, на опростен китайски: 小米集团, на пинин: Xiǎomǐ Jítuán, „Сяоми Дзитуан“) е китайска компания за електроника, основана от Лей Дзюн (雷军, Lei Jun) през 2010 година.

## Наименование
Името на компанията буквално се превежда като „малко зрънце“, т.е. просо. Основятелят на компанията Лей Дзюн обяснява, че това е препратка към интерпретация на една от будистките сутри – „силата на просено зърно е голяма колкото планината Меру и може незабавно да спре бурна река“. Също така окончанието MI се интерпретира като „мобилен интернет“ (mobile internet) и даже Mission: Impossible („мисията невъзможна“), намеквайки, че компанията си поставя задачи, които изглеждат невъзможни за изпълнение, и постига успех, като ги решава.

## История
„Сяоми“ е основана от седем партньорски фирми на 6 юни 2010 г. На 16 август 2010 г. компанията официално пуска първия MIUI фърмуер, основан на Android.
Първият смартфон Mi1 е обявен през август 2011 г. Той е доставян с вграден фърмуер MIUI, базиран на Android, съвместяващ фирмените стилове на Samsung TouchWiz и Apple iOS. Предлага се и версия на устройството с чист Android.
През август 2012 г. „Сяоми“ анонсира смартфона Mi2. Той е с процесор Qualcomm Snapdragon S4 Pro APQ8064, 1,5GHz четириядерен чип Krait с 2GB ОЗУ и графичен процесор Adreno 320. На 24 септември 2013 г. компанията обявява, че е продала повече от 10 милиона устройства Mi2 в течение на 11 месеца.
Някои от устройствата „Сяоми“ се произвеждат в заводите на Foxconn, където се произвеждат iPhone и iPad на Apple.
На 5 септември 2013 г. изпълнителният директор Лей Дзюн обявява планове за създаване на 3D телевизор под управлението на ОС Android с диагонал 47 инча, който ще се сглобява в завода на корпорацията Wistron в Тайван. Също през септември 2013 г. „Сяоми“ анонсира смартфона Mi3 с процесор Snapdragon 800 (MSM8974AB) и версия са чипсета NVIDIA’s Tegra 4.
На 25 септември 2013 г. „Сяоми“ обявява плановете си да открие първия си флагмански магазин в Пекин. През октомври 2013 г. компанията става петият мобилен бранд в Китай.
Талисманът на „Сяоми“ е заек с шапка ушанка с червена звездичка и с червена пионерска връзка на врата.
През 2014 г. „Сяоми“ за пръв път съобщава за началото на международна експанзия във връзка с откриването на първия си магазин в Сингапур. 
На 17 март 2014 г. е обявен телефонът RedMi Note (известен също като HongMi Note). RedMi Note е снабден с 5,5-инчов HD IPS дисплей по технологията OGS и осемядрен процесор от MediaTek.
През април 2014 г. компанията обявява началото на експанзията си на международните пазари на 10 страни, включително Русия. За отговорен за това е назначен един от бившите сътрудници на Google Хюго Бара.
Устройствата „Сяоми“, преди системата да се появи на световния пазар, са имали логото MI. През 2020 г. е създадена нова отделна марка Aqara.

## Противоречия
Като компания, която е базирана в Китай, „Сяоми“ е длъжна да споделя данни с китайското правителство съгласно китайския закон за сигурността на интернет и закона за националното разузнаване. Имало е доклади, че услугата за съобщения в облака на Xiaomi изпраща частни данни, включително дневници на обажданията и информация за контакти, до сървърите на „Сяоми“. По-късно „Сяоми“ пуска актуализация на MIUI, която прави съобщенията в облака незадължителни и не изпраща лични данни до сървърите на компанията, ако услугата за съобщения в облака е изключена.
На 23 октомври 2014 г. „Сяоми“ обявява, че настройва сървъри извън Китай за международни потребители, позволявайки подобрени услуги и спазване регулациите в няколко държави.
На 19 октомври 2014 г. индийските военновъздушни сили издават предупреждение срещу телефоните „Сяоми“, заявявайки, че те представляват национална заплаха, тъй като изпращат потребителски данни на агенция на китайското правителство.
През април 2019 г. изследователи от Check Point откриват пробив в сигурността в телефонните приложения на „Сяоми“. Съобщават, че пропускът в сигурността е предварително инсталиран.
На 30 април 2020 г. е съобщено от Forbes, че „Сяоми“ обширно следи използването на своите браузъри, включително активността на частните браузъри, метаданните на телефона и навигацията на устройството, и което е по-тревожно, без сигурно криптиране или анонимизиране, по-инвазивно и в по-голяма степен от масовите браузъри. Xiaomi оспорва твърденията, същевременно потвърждавайки, че е събира широко данни за сърфиране и казва, че данните не са свързани с никакви лица и че потребителите са се съгласили да бъдат проследявани. „Сяоми“ публикува отговор, в който се казва, че събирането на обобщени статистически данни за употреба се използва за вътрешен анализ и няма да свързва никаква лична информация с която и да е от тези данни. Въпреки това, след проследяване от Габриел Цирлиг, автор на доклада, Xiaomi добавя опция за пълно спиране на изтичането на информация, когато браузъра е използван в режим инкогнито.

## Дейност
Дейността на компанията започва с разработката на Android фърмуера MIUI.
През 2011 г. е пуснат на пазара собствен телефон – Xiaomi Mi1, първото устройство с първоначално вграден MIUI, с конкурентоспособни технически характеристики и невисока цена.
През 2012 г. е пуснат Xiaomi Mi2, с подобрени характеристики, а също излиза подобрена версия на Mi-One Plus.
Xiaomi Mi3 е представен през септември 2013 г. Тогава е представен и първият телевизор на компанията Xiaomi MiTV.
По резултатите от първо тримесечие на 2014 г. компанията заема 3-то място по обем на продажбите на смартфони на китайския пазар (11%), изпреварвайки Apple (10%). В света компанията заема 6-а позиция (3,8%), показва обаче устойчива тенденция на растеж.
На 15 май 2014 г. Лей Дзюн на пресконференция представя 2 продукта – дългоочаквания таблет MiPad и 4K телевизора MiTV 2.
На 22 юли 2014 г. по време на ежегодната конференция компанията анонсира следващото поколение смартфони под името Xiaomi Mi4, а също обявява излизането на шестата версия на фърмуера на базата на ОС Android – MIUI. В хода на конференцията е представена първата „умна гривна“ MiBand.
През 3-то тримесечие на 2014 г. Xiaomi, по данни на IHS iSuppli, за пръв път в своята история излиза на трето място в света по продажби на смартфони.
През 2019 г. компанията обявява, че през 2020 г. ще пусне на пазара повече от 10 модела 5G телефона.

## Интересни факти
- Милиардерът Лей Дзюн, съосновател на компанията, заемащ позицията изпълнителен директор, често е наричан китайския Стив Джобс. Той притежава над 30% от акциите на „Сяоми“.
- През 2012 г. „Сяоми“ има нулева доходност от своя мобилен бизнес, тоест смартфоните са се продавали по себестойност. Следващите планове били да се печели от услуги, интегрирани в рамките на MIUI. Инвеститорите приветстват приетия модел за развитие на компанията. През 2013 г. ежемесечните доходи на мобилното подразделение се увеличили до 20 млн. юана (или 3,27 млн. щ.д.), което съставлява по-малко от 1% от общите доходи на компанията.
- За да намали операционните разходи, компанията рекламира своята продукция чрез микроблогове, в социалните мрежи и на срещи с възторжени единомишленици. Въпреки това през 2013 г. се откриват два „офлайн“ магазина в Пекин, от които може да се купува продукцията на компанията.
- Телефоните на „Сяоми“ се ползват с толкова голяма популярност в Китай, че са станали жертва на китайските фалшификатори. Продажбите на своите смартфони, които компанията осъществява от сайта си, траят само няколко минути. „Сяоми“ твърди, че има 20 милиона почитатели, които ежедневно свалят до 5 милиона приложения от онлайн-магазина на компанията. В плановете на „Сяоми“ за 2015 г. влиза реализацията на 100 млн. смартфона.
- По някои оценки стойността на компанията за 2012 г. е около 4 млрд. щ.д. Към средата на 2013 г. стойността ѝ се е увеличила до 10 млрд. щ.д.
- В екипа на „Сяоми“ работи бившият виден сътрудник на Google Хюго Бара (Hugo Barra) който заема поста вицепрезидент и ще подпомага настъплението на чуждите пазари.
- Към края на 2014 г. пазарната оценка на компанията достига 45 млрд. щ.д.[10]